# Julian Lennon
Julian Charles John Lennon (nascido John Charles Julian Lennon; Liverpool, 8 de abril de 1963), é um cantor, compositor, produtor, fotógrafo, filantropo e músico britânico. É o primogênito do músico John Lennon e o único filho deste com sua primeira esposa, Cynthia Powell. Seu padrinho era Brian Epstein, o empresário dos Beatles. Julian possui este nome devido a uma homenagem à sua avó paterna, Julia Lennon.
Lennon tem o estilo musical que lembra o de seu pai, e uma carreira de altos e baixos. Aos vinte anos de idade debutou como cantor e compositor com o seu disco de estreia, Valotte, que fez um sucesso modesto, tendo sido seu trabalho de maior destaque. O álbum teve dois grandes hits: a faixa-título álbum e a canção "Too Late For Goodbyes".
Quando pequeno Julian foi a inspiração para seu pai e seu amigo de longa data, Paul McCartney, escreverem respectivamente dois dos vários clássicos dos Beatles: "Lucy in the Sky with Diamonds" e "Hey Jude".

## Biografia
Filho de John Lennon com Cynthia Powell, nascido em Liverpool, quando seu pai estava em ascensão com os Beatles. Julian e sua mãe foram mantidos escondidos do público e da imprensa por John à pedido de Brian Epstein, que temia o desinteresse na banda por parte das fãs. No entanto, quando a imprensa britânica descobriu que John era pai e casado, não fez a menor diferença.
Julian participou do filme Magical Mystery Tour dos Beatles e diretamente inspirou uma das canções mais famosas de seu pai, "Lucy in the Sky with Diamonds", cuja letra é baseada em uma aquarela feita por Julian sobre uma garota - uma colega sua chamada Lucy O'Donnell - cercada por estrelas, que ele descreveu para seu pai , como "Lucy no céu com diamantes", frase que John usaria como título da canção que seria incluída no álbum "Sgt. Pepper's Lonely Hearts Club Band".
Quando tinha cinco anos, a relação entre seus pais não era das melhores, e em 1968, eles se divorciaram depois de sua mãe descobrir que John estava tendo um caso com Yoko Ono. Ele mais uma vez inspirou outro clássico dos Beatles, mas desta vez escrita por Paul McCartney, que triste com sua situação, compôs "Hey Jude" como forma de consolá-lo pelo sofrimento que passava.
Ele quase não teve contato com seu pai após o divórcio até a década de 70, quando, por iniciativa da então namorada de John (temporariamente separado de Yoko), May Pang, Julian começou a ver seu pai frequentemente. John comprou para Julian uma guitarra Gibson Les Paul e uma bateria e o incentivou a se envolver no ramo musical, ensinando-lhe alguns acordes.
Julian fez sua estréia musical aos 11 anos, no álbum de seu pai "Walls and Bridges" tocando bateria na canção "Ya-Ya". Porém como cantor e compositor, somente aos 20 anos de idade com o seu disco de estréia, Valotte.
Em 2002 Julian regravou a canção dos Beatles, When I'm Sixty-Four para uma propaganda comercial.
Julian tem uma relação cordial com Yoko Ono, enquanto se dá muito bem com seu meio-irmão Sean tendo passado um tempo com seu meio-irmão durante a turnê dele em 2007.
Em 2011, Julian gravou junto com a banda norte-americana Aerosmith uma faixa intitulada "LUV XXX", que está no décimo quinto (15º) álbum de estúdio da banda, o Music from Another Dimension!, que estreou em 6 de novembro de 2012.

## Discografia
| Ano  | Título                                                        | Posições nas paradas               | Posições nas paradas               | Posições nas paradas               | Posições nas paradas               | Posições nas paradas               | Posições nas paradas               | Posições nas paradas               | Certificações |
| Ano  | Título                                                        | EUA                                | RU                                 | AUS                                | NZL                                | ALE                                | SUE                                | JAP                                | Certificações |
| ---- | ------------------------------------------------------------- | ---------------------------------- | ---------------------------------- | ---------------------------------- | ---------------------------------- | ---------------------------------- | ---------------------------------- | ---------------------------------- | ------------- |
| 1984 | Valotte                                                       | 17                                 | 20                                 | –                                  | 15                                 | –                                  | 15                                 | –                                  | Platina       |
| 1986 | The Secret Value of Daydreaming                               | 32                                 | 93                                 | –                                  | –                                  | –                                  | 25                                 | –                                  | Ouro          |
| 1989 | Mr. Jordan                                                    | 87                                 | –                                  | 18                                 | –                                  | –                                  | –                                  | –                                  |               |
| 1991 | Help Yourself                                                 | –                                  | 42                                 | 5                                  | –                                  | –                                  | –                                  | –                                  |               |
| 1998 | Photograph Smile                                              | –                                  | 78                                 | 28                                 | –                                  | 94                                 | –                                  | 70                                 |               |
| 1999 | Lennon... and Proud of It - A Conversation with Julian Lennon | –                                  | –                                  | –                                  | –                                  | –                                  | –                                  | –                                  |               |
| 2001 | VH1 Behind the Music - The Julian Lennon Collection           | –                                  | –                                  | –                                  | –                                  | –                                  | –                                  | –                                  |               |
| 2011 | Everything Changes                                            | Data do Lançamento a Ser Anunciada | Data do Lançamento a Ser Anunciada | Data do Lançamento a Ser Anunciada | Data do Lançamento a Ser Anunciada | Data do Lançamento a Ser Anunciada | Data do Lançamento a Ser Anunciada | Data do Lançamento a Ser Anunciada |               |